# 马克·布莱恩特
马克·克雷格·布莱恩特（英語：Mark Craig Bryant，1965年4月25日—）是美国NBA联盟前职业篮球运动员、教练。他在1988年的NBA选秀中第1轮第21顺位被波特兰开拓者选中。

## 教练生涯
布莱恩特在2004-05赛季首次成为达拉斯小牛队的助理教练。随后，他在2005年至2007年期间担任奥兰多魔术队的助理教练。